# Paton PG 500 RC
La Paton PG 500 R e Paton PG 500 RC è una moto agonistica della casa motociclistica italiana Paton, che ha debuttato nella classe 500 del motomondiale a partire dal 2000 fino al 2001, potendo partecipare a poche gare, data la carenza di fondi della casa e la difficoltà di trovare uno sponsor.

## Descrizione
Con questa moto per la prima volta la Paton utilizza la misura sottoquadra per il motore passando da un 56x50,6 (alesaggio x corsa) a un 54x54,4.
Questa moto nel primo anno nominata PG 500 R (2000) utilizza il telaio a doppio trave in alluminio e un forcellone "Paton LM Gianetti", mentre nel secondo anno nominata PG 500 RC passa al "Paton Cagiva V 594 in materiale Anticorodal", cambiando anche leggermente la livrea, dove non vengono più usati il serbatoio e il codino ispirati alla Paton C10/5, ma si usano un serbatoio più arrotondato e un codino più alto.
Inoltre si differenzia dal modello precedente anche per l'assenza delle feritoie per i radiatori e la carenatura inferiore che è più estesa e lambisce entrambe le ruote, mentre il cupolino è più alto e protettivo.
In due anni di partecipazione riuscì a raccogliere unicamente 1 punto grazie al 15º posto di Paolo Tessari al Gran Premio di Germania del 2000.